# Bart Hylkema
Bart Hylkema (Maarn, 30 december 1989) is een Nederlands autocoureur en de broer van eveneens autocoureur Thomas Hylkema.

## Carrière
Hylkema begon zijn autosportcarrière in het karting, waar hij tot 2007 in actief was. In 2008 stapte hij over naar het formuleracing in de Formule Renault 2.0 NEC voor het team Koiranen Bros. Motorsport. Hij eindigde hier als elfde in het kampioenschap met 134 punten.
In 2009 blijft Hylkema in de Formule Renault NEC rijden, maar nu voor het team Motopark Academy. Hij behaalde twee podiumplaatsen en eindigde hiermee als tiende in het kampioenschap. Ook reed hij twee gastraces in de Eurocup Formule Renault 2.0 voor Motopark.
In 2010 stapte Hylkema fulltime over naar de Eurocup voor het team Koiranen. Terwijl zijn teamgenoot Kevin Korjus kampioen werd, werd Hylkema zesde met twee derde plaatsen als beste resultaat. Ook nam hij deel aan twee raceweekenden van de Formule Renault NEC en werd hij zesde in de ACNN Toyota Aygo Cup.
In 2011 maakte Hylkema zijn debuut in de Formule 3, waar hij in de nationale klasse van het Britse Formule 3-kampioenschap rijdt voor het team T-Sport. Halverwege het seizoen stond hij eerste in de nationale klasse met elf overwinningen uit vijftien races. In de tweede seizoenshelft nam hij deel aan het algemene kampioenschap, die hij als 23e afsloot met vijf punten. In de nationale klasse eindigde hij alsnog als tweede achter Kotaro Sakurai, de enige coureur die het gehele seizoen in deze klasse reed.